# Lucie Faulerová

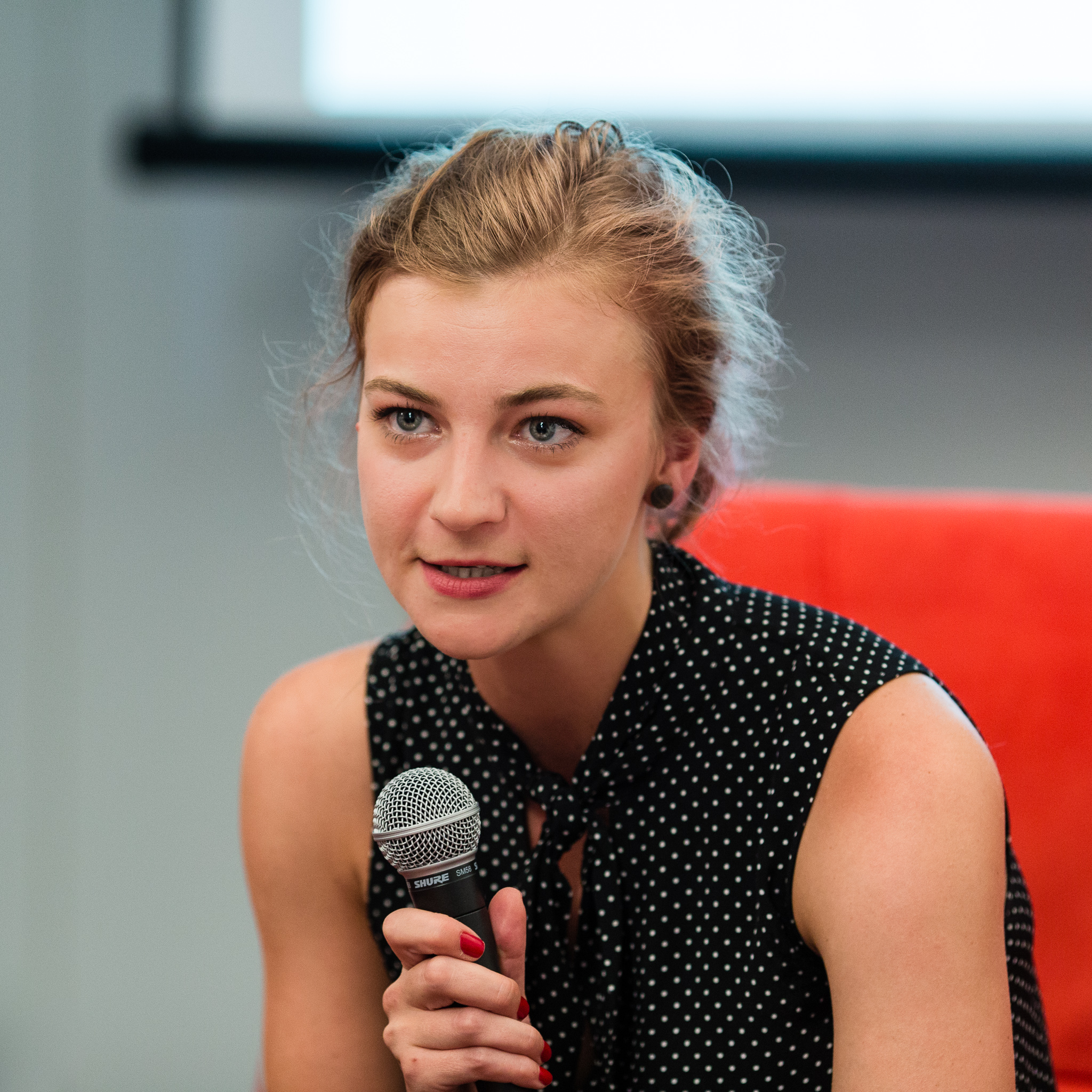
Lucie Faulerová

Lucie Faulerová (nascida em 1989) é uma escritora checa. Ela formou-se em estudos checos pela Universidade Palacký em Olomouc. O seu romance de estreia, Lapači prachu (Dust Catchers), foi indicado para o prémio Magnesia Litera de 2017 e para o prémio Jiří Orten. O seu trabalho já foi traduzido para espanhol e alemão. Com Kateřina Šedá, foi co-autora do livro BRNOX - Průvodce brněnským Bronxem (BRNOX - Um guia para o Bronx de Brno), sobre uma parte pobre de Brno. Lucie ganhou o Prémio Magnesia Litera 2016 de jornalismo.
Em 2020, Faulerová publicou o romance Smrtholka. Ganhou o Prémio de Literatura da União Europeia de 2021 e foi nomeada para o Prémio 2021 Magnesia Litera.